# Sobarocephala lanei
Sobarocephala lanei är en tvåvingeart som beskrevs av Charles Howard Curran 1939. Sobarocephala lanei ingår i släktet Sobarocephala och familjen träflugor. Inga underarter finns listade i Catalogue of Life.